# Развлечение
Развлечението е вид човешка дейност или поведение, предназначени за отпускане и създаване на удоволствие.
Формите на развлечение са много и разнообразни – телевизия, кино, театър, музика, радио, хазартни игри и други.
Обикновено се практикува в свободното време и като правило е пасивно. Например гледането на филм или опера е развлечение, докато свиренето на инструмент или спортните занимания за собствено удоволствие може да се считат за хоби.
Индустрията, която се занимава с осигуряването на развлечения, се нарича развлекателна индустрия или още шоубизнес.